# Netjernacht

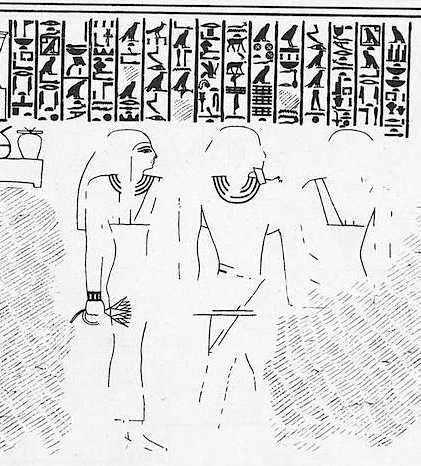
Netjernacht zwischen seiner Mutter und Gemahlin, Grab BH23 in Beni Hasan

Netjernacht war ein altägyptischer Beamter der 12. Dynastie. Er trug verschiedene Titel. Die wichtigsten sind Bürgermeister und Vorsteher der Ostwüste. Netjernacht ist von seinem Grab in Beni Hasan (BH 23) bekannt. Hier werden seine Mutter Arythotep und seine Gemahlin Herib genannt. Sein Vater erscheint dort nicht und bleibt unbekannt. Nur eine Wand der Grabkapelle ist besser erhalten und zeigt Netjernacht mit diversen Frauen. Eine Inschrift berichtet, dass das Grab von Chnumhotep II. errichtet wurde. Netjernacht war offensichtlich ein Vorfahre von Chnumhotep II., doch ist die genaue Verwandtschaftsbeziehung unsicher. Der Vater von Chnumhotep II. trug einen anderen Namen.